# Ammothereva lobata
Ammothereva lobata är en tvåvingeart som beskrevs av Lyneborg 1984. Ammothereva lobata ingår i släktet Ammothereva och familjen stilettflugor. Inga underarter finns listade i Catalogue of Life.